# Dušan Mravlje
Dušan Mravlje, slovenski ultramaratonski tekač, * 13. februar 1953, Kranj.
Prvi večji uspeh je dosegel leta 1982 z zmago na teku Zagreb-Čazma, leta 1986 je zmagal na Maratonu treh src. Leta 1986 je zmagal na tekih Sydney-Melbourne, najdaljšem supermaratonu na svetu dolgem 1016 km, in Cagliari-Sasari, dolgem 254 km. Leta 1990 je zmagal na Evropskem pokalu v teku na 24 ur. Leta 1995 je zmagal na 4800 km dolgi tekmi Transamerica s časom 22 dni in 18 ur. Skupno je dosegel preko 60 zmag na ultramaratonih. Po trikrat je zasedel drugo mesto na tekmah Atene-Sparta, dolgi 245 km, in Šestdnevnem teku mesta Calac. 